# Gérard Latortue
Gérard Latortue (19 de junho de 1934 – 27 de fevereiro de 2023) foi um político haitiano, primeiro-ministro do Haiti de 12 de setembro de 2004 até 9 de junho de 2006. Foi funcionário das Nações Unidas por muitos anos e brevemente como ministro do Exterior do Haiti durante o breve governo de Leslie Manigat em 1988.

## Carreira
Em agosto de 2004, o país sofreu um golpe de Estado que viu a destituição e exílio do presidente da República, Jean-Bertrand Aristide; rompendo com a constituição haitiana, um "conselho dos sábios" foi criado pelas potências internacionais para escolher um novo primeiro-ministro. Latortue foi escolhido pelo Conselho e nomeado chefe do governo em 9 de setembro, enquanto ainda morava nos Estados Unidos, e foi empossado em 12 de setembro.
Sua administração foi reconhecida pelas Nações Unidas, pelos Estados Unidos, pelo Canadá e pela União Europeia e negou o reconhecimento de alguns governos, incluindo os governos da Jamaica, de São Cristóvão e Nevis, da Venezuela e de Cuba, assim como a da União Africana. Além disso, seu governo estava cercado pela oposição do partido político Fanmi Lavalas (e com eles, uma grande quantidade da população haitiana); uma fuga contínua de capital estrangeiro e recursos humanos (especialmente pela elite econômica do país, que, através do Grupo de 184, apoiara firmemente o golpe contra Aristide e contribuíra com uma quantidade significativa de funcionários para o governo subsequente); e violência entre gangues, rebeldes e militantes (especialmente em Porto Príncipe e em sua área metropolitana), muitos dos quais são ex-membros das Forças Armadas do Haiti (dissolvidos por Aristide) ou defensores de gangues de rua do governo Aristide, "Chimere".
As eleições de 2006 no Haiti, para substituir o governo de Gérard Latortue, instituído após o golpe de Estado ocorrido em 2004, foram adiadas quatro vezes depois de terem sido originalmente agendadas para outubro e novembro de 2005. As eleições definitivamente aconteceram em 7 de fevereiro de 2006. Os 129 membros do Parlamento haitiano também foram eleitos nesta eleição. As eleições para a Câmara dos Deputados foram realizadas em 21 de abril de 2006. Em junho de 2006, Latortue foi sucedido por Jacques-Édouard Alexis.
Latortue foi o chefe da missão de observação da Francofonia no Togo para as eleições parlamentares de outubro de 2007 daquele país.
Morreu em 27 de fevereiro de 2023, aos 88 anos.